# Wes Lee
Deveon Everhart (né le 2 novembre 1994 à Dayton, Ohio), est un catcheur (lutteur professionnel) américain. Il travaille actuellement à la World Wrestling Entertainment, dans la division NXT, sous le nom de Wes Lee.

## Carrière dans le catch

### All American Wrestling (2016-2020)
Le 12 octobre 2018 lors de Austin 10:12, il perd avec Zachary Wentz contre Myron Reed et A.R Fox.
Le 10 novembre lors de AAW Legacy 2018, Dezmond Xavier & Zachary Wentz perdent contre The Lucha Brothers.

### Impact Wrestling (2017-2020)

#### X-Division (2017-2018)
Le 13 avril 2017, il est annoncé que Dezmond Xavier avait signé un contrat avec la fédération Impact ! Wrestling. Lors de l'épisode de Impact du 20 avril, il fait ses débuts en perdant un 6-way match pour le championnat de la X-Division au profit de Low-Ki, ce match impliquait aussi Andrew Everett, Trevor Lee, Sonjay Dutt et Suicide. Le 6 juillet à Impact, il passe le premier tour de la GFW Super X Cup en battant Idris Abraham. Le 3 août à Impact, il passe le deuxième tour en battant Drago. Le 18 août à Impact, il bat Taiji Ishimori et remporte la GFW Super X Cup.
Le 18 janvier 2018, il perd contre Taiji Ishimori et ne remporte pas le titre de la X-Division. Le 3 mai à Impact, il gagne avec DJZ et Andrew Everett contre El Hijo del Fantasma, Aerostar et Drago. Le 24 mai à Impact, il bat Petey Williams et obtient le droit d'affronter Brian Cage. Le 31 mai à Impact, il perd contre Brian Cage.
Le 28 juin 2018 à Impact, il perd contre Matt Sydal.

#### The Rascalz (2018-2020)
The Rascalz (page détaillée)
Fin 2018, Dezmond Xavier, Zachary Wentz et Trey Miguel forment The Rascalz à Impact Wrestling.
Le 22 novembre à Impact, il remporte le Eli Drake's Turkey Trot match avec KM, Kikutaro, Alisha Edwards et Fallah Bahh contre Eli Drake, Glenn Gilbertti, Rohit Raju, Jake Crist et Katarina. La semaine suivante à Impact, il gagne avec Zachary Wentz contre Mike Sydal et Chris Bey.
Le 11 janvier 2019 à Impact, The Rascalz (Dezmond Xavier & Zachary Wentz) perdent contre les Lucha Brothers. Le 25 janvier à Impact, ils battent The Desi Hit Squad. La semaine suivante à Impact, ils perdent contre Eddie Edwards & Eli Drake après que Drake ait frappé Xavier avec un kendo stick, profitant d'une distraction de l'arbitre.
Le 8 mars à Impact, il perd avec Zachary Wentz contre les Lucha Bros.
Le 19 avril à Impact, il bat Moose à la suite des interventions de Wentz et Trey.
Le 7 juin à Impact, Dez et Trey affrontent LAX pour les championnats par équipe de Impact, remportent le match par tombé de Wentz qui profita d'un aveuglement de l'arbitre mais la décision du match fut annulée et The Rascalz disqualifiés car Wentz ne participait pas officiellement au match. Le 7 juillet lors de Slammiversary, ils perdent face a The North lors d'un triple threat match qui incluait également LAX et ne remportent pas les titres par équipe.
Le 18 octobre lors de Prelude to Glory, Dez fut battu par Sami Callihan. Deux jours plus tard à Bound for Glory, The Rascalz battent Taurus, Dr. Wagner Jr. et Aero Star.
Le 10 janvier 2020 lors du Bash at the Bewery 2, Dez et Trey battent The North. Le 21 avril lors de Rebellion, Dez & Wentz battent Fallah Bahh & TJP et XXXL. Le 16 juin à Impact, ils perdent face à The North et ne remportent pas les titres par équipe de Impact.
Le 18 juillet lors de Slammiversary, ils perdent face à The Motor City Machine Guns. Le 6 septembre à Impact, ils perdent de nouveau contre eux et ne remporte pas les titres par équipe de Impact. Le 29 septembre à Impact, ils perdent contre les Good Brothers. Le 24 octobre lors de Bound for Glory (2020), ils perdent contre The Deaners.
Le 11 novembre, il est annoncé que The Rascalz ne comptaient pas signer de nouveau avec Impact et qu'ils disputeront leur dernier match la semaine suivante à Impact. Le 17 novembre à Impact, The Rascalz disputent leur dernier match, Dez & Wentz perdant face à Trey Miguel et Rich Swann. après le match, ils célèbrent leur départ d'Impact avant de se faire attaquer par Sami Callihan & Ken Shamrock.

### Dragon Gate (2018)
La Dragon Gate annonce les débuts de Xavier et de son partenaire par équipe Zachary Wentz pour le show Open The New Year Gate, le premier show de la Dragon Gate en 2018. Ils débutent le 13 janvier, faisant équipe avec Susumu Yokosuka en battant Genki Horiguchi, Flamita & Bandido Jr.

### Pro Wrestling Guerrilla (2017-2019)
Le 18 mars 2017 il fait ses débuts à la PWG lors de PWG Nice Boys (Don't Play Rock N' Roll) en perdant contre Shane Strickland.

#### PWG World Tag Team Champion (2018-2019)
Le 20 avril 2018 lors de PWG All Star Weekend 14 - Day 1, Xavier et Wentz battent les Young Bucks et Jeff Cobb & Matt Riddle et remportent les PWG World Tag Team Championships. Le lendemain, ils conservent leurs titres en battant Tyler Bateman et Brody King. Le 13 juillet lors de PWG Threemendous V, ils conservent leurs titres en battant les Young Bucks.
Le 16 septembre lors de Battle of Los Angeles Day 3, Wentz et Xavier battent les Lucha Brothers et conservent leurs titres. Le 19 octobre lors de Smokey and the Bandido, ils conservent leurs titres contre The Latin American Xchange (Santana & Ortiz).
Le 18 janvier lors de Hand of Doom, ils conservent leurs titres en battant les Best Friends. Le 1er mars lors de Two Hundreads, ils conservent leurs titres en battant LAX et les Lucha Brothers lors d'un triple threat tag team match. Le 10 mai lors de Mystery Vortex VI, ils conservent leurs titres en battant Rey Horus & Flamita. Le 26 juillet lors de Sixteen, ils conservent leurs titres lors d'un ladder match en battant LAX.
Le 20 décembre, ils perdent contre Rey Horus & Aramis.

### Lucha Underground (2018)
Le 18 juillet 2018, il fait ses débuts à la Lucha Underground, sous le nom de Dezmond X, en battant Paul London.

### World Wrestling Entertainment (2020-...)

#### Débuts àNXTet double champion par équipes deNXTavec Nash Carter (2020-2022)
Le 2 décembre 2020, Zachary Wentz et lui signent officiellement avec la World Wrestling Entertainment.
Le 13 janvier 2021 à NXT, il fait ses débuts dans le show jaune, dispute son premier match aux côtés de son partenaire Nash Carter (anciennement Zacharie Wentz) avec pour nom d'équipe MSK et ensemble, les deux catcheurs battent Isaiah "Swerve" Scott et Jake Atlas au premier tour du tournoi Dusty Rhodes Tag Team Classic. Le 14 février à NXT TakeOver: Vengeance Day, ils remportent le tournoi Dusty Rhodes Tag Team Classic en battant Grizzled Young Veterans (James Drake et Zack Gibson) en finale et deviennent aspirants no 1 aux titres par équipes de NXT.
Le 7 avril à NXT TakeOver: Stand & Deliver, ils deviennent les nouveaux champions par équipes de NXT en battant leurs mêmes adversaires et Legado del Fantasma (Joaquin Wilde et Raul Mendoza) dans un Triple Threat Tag Team match, remportent les titres pour la première fois de leurs carrières. Le 13 juin à NXT TakeOver: In Your House, Bronson Reed et eux conservent leurs titres respectifs en battant le trio mexicain dans un 6-Man Tag Team Winner Takes All match.
Le 26 octobre à NXT: Halloween Havoc, ils ne conservent pas leurs ceintures, battus par Imperium (Fabian Aichner et Marcel Barthel) dans un Lumberjack O'Lantern match, ce qui met fin à un règne de 202 jours.
Le 2 avril 2022 à NXT TakeOver: Stand & Deliver, ils redeviennent champions par équipes de NXT, pour la seconde fois, en prenant leur revanche sur leurs mêmes adversaires et en battant les Creed Brothers (Brutus et Julius Creed) dans un Triple Threat Tag Team match. Quatre jours plus tard, son désormais ex-partenaire est renvoyé de la compagnie, à la suite des accusations de violences conjugales de la femme de celui-ci, Kimber Lee. En conséquence, il est contraint de rendre les titres par équipes du show jaune vacants.

#### Champion Nord-Américain deNXTet blessure (2022-2023)
Le 22 octobre à NXT: Halloween Havoc, il devient le nouveau champion Nord-Américain de NXT en battant Carmelo Hayes, Nathan Frazer, Oro Mensah et Von Wagner dans un Fatal 5-Way Ladder match, remporte le titre pour la première fois de sa carrière et son premier titre personnel.
Le 4 février 2023 à NXT Vengeance Day, il conserve son titre en battant Dijak.
Le 1er avril à NXT Stand & Deliver, il conserve son titre en battant Dragon Lee, JD McDonagh, Ilja Dragunov et Axiom dans un Fatal 5-Way match. Le 28 mai à NXT Battleground, il conserve son titre en battant Joe Gacy et Tyler Bate dans un Triple Threat match.
Le 18 juillet à NXT, il ne conserve pas sa ceinture, battu par "Dirty" Dominik Mysterio à la suite des interventions extérieures du Judgment Day, ce qui met fin à un règne de 269 jours. Douze soirs plus tard à NXT: The Great American Bash, il ne remporte pas la ceinture, rebattu par son même adversaire dans un Triple Threat match qui inclut également Mustafa Ali.
Le 5 décembre à NXT, il annonce être blessé, devoir subir une intervention chirurgicale et s'absenter pour une durée indéterminée.

#### Retour de blessure (2024-...)
Le 7 mai 2024 à NXT, il fait son retour de blessure, après 5 mois d'absence, et bat Josh Briggs. Le 9 juin à NXT Battleground, il ne remporte pas le titre Nord-Américain de NXT, battu par Oba Femi dans un Triple Threat match qui inclut également Joe Coffey.
Le 7 juillet à NXT Heatwave, il ne remporte pas la ceinture, rebattu par son même adversaire. Le 6 août à NXT: The Great American Bash, Zachary Wentz et lui ne remportent pas les titres par équipes de NXT, battus par Axiom et Nathan Frazer. Après le combat, il effectue un Heel Turn, car il porte un Superkick à Trey Miguel, un Low Blow sur son ex-partenaire et attaque brutalement ce dernier.

## Palmarès
- All American Wrestling (en)
  - 1 fois AAW Tag Team Championship avec Zachary Wentz[64]

- Combat Zone Wrestling
  - 2 fois CZW World Tag Team Championship avec Zachary Wentz[65]

- Desastre Total Ultraviolento
  - 1 fois DTU Alto Impacto Championship[66]

- Fight Club PRO
  - 1 fois Fight Club Tag Team Championship avec Zachary Wentz

- Impact Wrestling!
  - Super X Cup (2017)
  - Turkey Bowl (2018) avec KM, Alisha Edwards, Kikutaro et Fallah Bahh

- Pro Wrestling Guerrilla
  - 1 fois PWG World Tag Team Championship avec Zachary Wentz

- WrestleCircus
  - 1 fois WC Sideshow Championship[67]

- World Wrestling Entertainment
  - Dusty Rhodes Tag Team Classic (2021) avec Nash Carter
  - 2 fois Champions par équipes de la NXT avec Nash Carter
  - 1 fois Champion d'Amérique du Nord de la NXT
- Xtreme Intense Championship Wrestling
  - 1 fois XICW Tag Team Championship avec Aaron Williams, Dave Crist, Kyle Maverick, Trey Miguel et Zachary Wentz[68]

## Récompenses de magazines
- Pro Wrestling Illustrated

| Année | 2017 | 2018 | 2019 | 2020 | 2021 | 2022       | 2023 |
| ----- | ---- | ---- | ---- | ---- | ---- | ---------- | ---- |
| Rang  | 289  | 395  | 382  | 214  | 332  | pas classé | 66   |

## Vie privée
Depuis 2020, il est marié avec Erica Marie,.